# 対ナチス・ドイツ戦勝79周年記念パレード
対ナチス・ドイツ戦勝79周年記念パレード（ロシア語: Парад на Красной площади 9 мая 2024 года）は、2024年5月9日に赤の広場で実施された軍事パレード。大祖国戦争（独ソ戦）におけるソビエト連邦の勝利から79周年を記念して実施された。

## 概要
大祖国戦争においてナチス・ドイツが無条件降伏を果たした5月9日（5月8日）は、ソビエト連邦とすべての旧ソ連諸国で祝日であり、ロシアは1995年以降、毎年5月9日に戦勝記念パレードを開催している。

## 外国首脳の参加

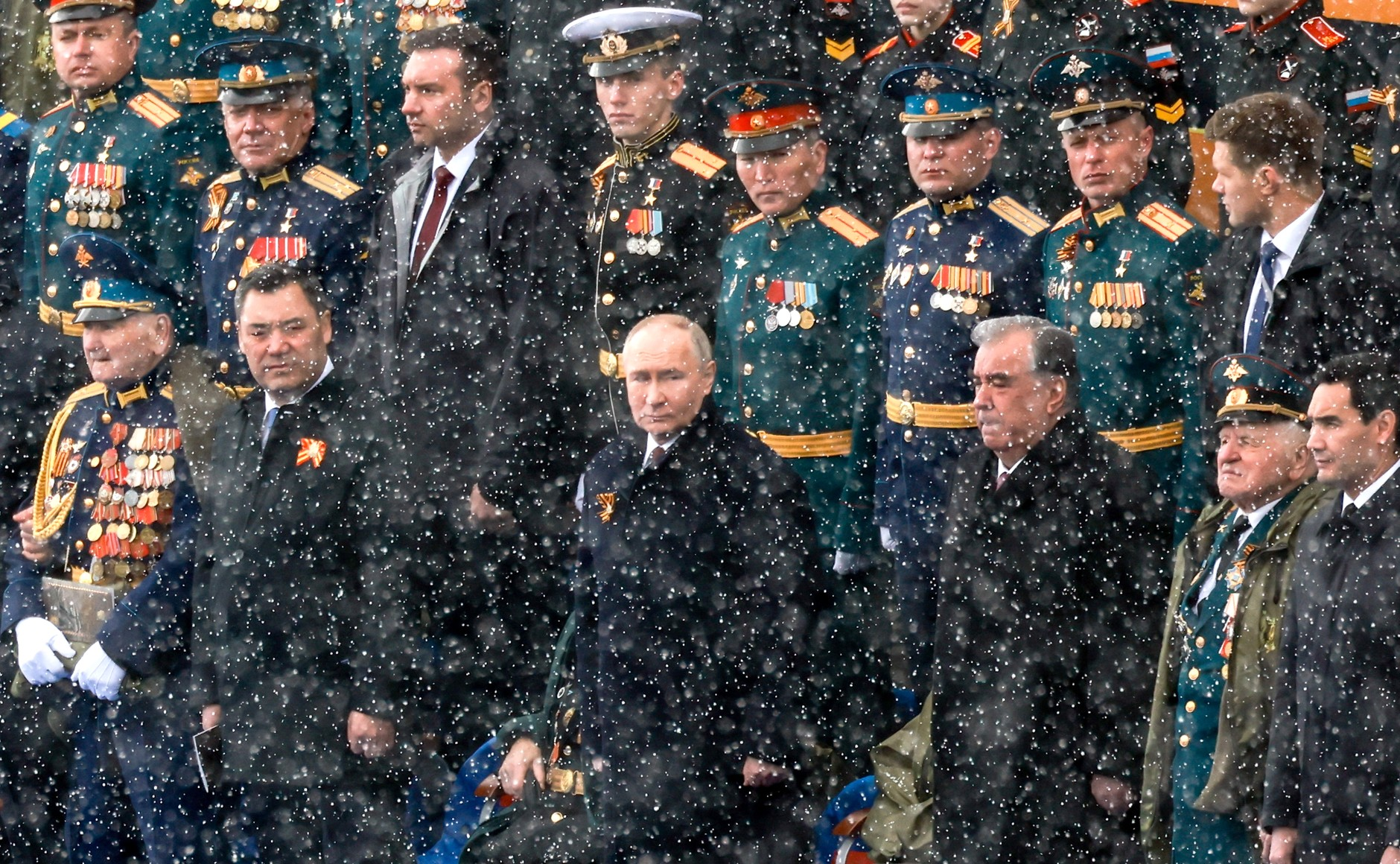

このパレードは、前回のパレードにも参加した旧ソ連首脳に続いて、キューバからのミゲル・ディアス＝カネル大統領、ラオスからのトーンルン・シースリット主席、ギニアビサウからのウマロ・シソコ・エンバロ大統領が参加した。

### 参加した首脳一覧
- ベラルーシ アレクサンドル・ルカシェンコ大統領
- ギニアビサウ ウマロ・シソコ・エンバロ大統領
- カザフスタン カシムジョマルト・トカエフ大統領
- キルギス サディル・ジャパロフ大統領
- トルクメニスタン セルダル・ベルディムハメドフ大統領
- タジキスタン エモマリ・ラフモン大統領
- ウズベキスタン シャフカト・ミルジヨエフ大統領
- キューバ ミゲル・ディアス＝カネル第一書記兼大統領
- ラオス トーンルン・シースリット書記長兼国家主席